# Cakiletea maritimae
Klasa Cakiletea maritimae – syntakson w randze klasy zespołów obejmujący zbiorowiska roślin nitrofilnych i halofilnych kształtujące się na plaży. 

## Charakterystyka
Zbiorowiska te niszczone są zwykle podczas zimowych sztormów i dlatego tworzą je przede wszystkim rośliny jednoroczne. Są to ubogie gatunkowo zbiorowiska pokrywające obszar zbierania się morskiej kidziny – pomiędzy niskim stanem wód letnich a wysokim stanem wód zimowych. Podłoże piaszczyste i przesiąknięte słoną wodą, a ze względu na dużą ilość zebranego detrytusu, bogate w azot. Siedlisko zbyt niestabilne i efemeryczne, by powstała gleba.
WystępowanieZbiorowiska występujące na wybrzeżach północnoatlantyckich. W Polsce na wybrzeżu Bałtyku znany jest tylko jeden zespół roślinności – Atriplicetum littoralis opisany z okolic ujścia Świny.
Charakterystyczna kombinacja gatunków
ChCl., ChO. : łoboda zdobna (Atriplex calotheca), łoboda oszczepowata odm. solna (Atriplex prostrata ssp. prostrata var. salina), rukwiel nadmorska (Cakile maritima), maruna nadmorska bezwonna (Matricaria maritima ssp. inodora var. salina) maruna nadmorska typowa (Matricaria maritima ssp. maritima), rdest ptasi (Polygonum aviculare ssp. virgatum), rdest nadbrzeżny (Polygonum oxyspermum), solanka kolczysta (Salsola kali),  starzec zwyczajny (Senecio vulgaris fo. littoralis).
Podkategorie syntaksonomiczne
W Europie wyróżnia się tylko jeden rząd w obrębie tej klasy, określany jako Cakiletalia maritimae lub Atriplicetalia littoralis. Wykaz podtaksonów:
- rząd Cakiletalia maritimae Tüxen in Br.-Bl. & Tüxen 1952 (Atriplicetalia littoralis)
  - związek Atriplicion littoralis Nordhagen 1940
    - zespół Atriplicetum littoralis Libbert 1940
    - zespół Atriplici hastatae-Betetum maritimae Géhu & Géhu-Franck 1969
    - zespół Beto maritimae-Atriplicetum littoralis Géhu 1976
    - zespół Honckenyo-Euphorbietum peplis Tüxen ex Géhu 1964

  - związek Cakilion maritimae Pignatti 1953
    - zespół Atriplicetum hastato-tornabeni O. Bolòs 1962
    - zespół Cakiletum edentulae Lüpnitz 1976
    - zespół Hypochoerido radicatae-Glaucietum flavi Rivas Goday & Rivas-Martínez 1958
    - zespół Salsolo kali-Cakiletum aegyptiacae Costa & Mansanet 1981

## Zagrożenia i ochrona
Zbiorowiska z tej klasy są wskaźnikowymi dla siedliska przyrodniczego chronionego w europejskiej sieci Natura 2000 – kidzina na brzegu morskim (kod 1210).